# Caniles
Caniles es una localidad y municipio español situado en la parte oriental de la comarca de Baza, en la provincia de Granada, comunidad autónoma de Andalucía. Limita con los municipios granadinos de la Cúllar y Baza; y con los municipios almerienses de Alcóntar y Serón. Por su término discurren los ríos Gállego y Galopón.
El municipio canilero comprende los núcleos de población de Caniles —capital municipal—, Balax, El Francés, Los Gallardos, La Jauca, Maclite, Las Molineras, Los Olmos, Los Pinos, Rejano y La Vega.
Se encuentra entre la vertiente norte de la Sierra de Baza y la Hoya del mismo nombre. Caniles penetra en el parque natural de la Sierra de Baza por su lado sudoriental.

## Etimología
El nombre del pueblo proviene del término “canālis” de origen latino, en referencia a los canales de agua construidos artificialmente como sistema tradicional de riego, después los árabes lo llamaron “Qanalis”, pero con el tiempo, a través del fenómeno fonético de algunos dialectos árabes antiguos, llamado imela, sustituyeron la "a" larga por la "i" hasta llegar a quedar en la actualidad como Caniles.

## Historia
Existen vestigios de asentamientos Neolíticos en la Cueva de la Pastora o el Poblado de los Montones de Piedra; y de la Edad del Cobre y del Bronce en Rejano, la Carriza, el barrio de San Sebastián y la Fuente de la Salud.
Los fenicios, procedentes del Levante Almeriense y Murcia, aprovecharon los pasillos naturales de los ríos Bodurria, Morax y Valcabra así como los corredores de El Hijate y Chirivel, para conectar con el Surco Intrabético. Fuente Maneta y Parrax conservan aún la huella fenicia.
En 1487 fue tomada por los Reyes Católicos y entregada en señorío al Gran Capitán. Tras la expulsión de los moriscos, quedó prácticamente despoblada y la habitaron colonos de otras regiones y poblaciones, pasando a ser dependiente de Baza. En 1679, gracias a una carta de privilegio concedida por Carlos II, culmina el proceso de exención con respecto a la ciudad de Baza.
En el siglo XX la construcción del ferrocarril del Almanzora y la implantación de una planta azucarera durante al auge de la industria azucarera, que se surtía de las plantaciones de remolacha de la vega del río Almanzora, supone un florecimiento económico que se ve frenado por la crisis del 29 y posteriormente por la Guerra Civil. En las décadas 50 y 60 participa del éxodo masivo de granadinos a Cataluña y al resto de Europa principalmente. Las consecuencias negativas son el despoblamiento del campo y el descenso de la producción agrícola.

## Geografía

### Situación
Integrado en la comarca de Baza, se encuentra situado a 108 kilómetros de la capital provincial, a 113 de Almería, a 166 de Jaén y a 186 de Murcia. El término municipal está atravesado por la carretera A-334, que conecta las localidades de Baza y Huércal-Overa.
| Noroeste: Baza | Norte: Baza | Nordeste: Baza y Cúllar          |
| Oeste: Baza    |             | Este: Serón (AL) y Alcóntar (AL) |
| Suroeste: Baza | Sur: Baza   | Sureste: Alcóntar (AL)           |

## Demografía
Caniles cuenta con una población de 3906 habitantes (INE 2024).
| Gráfica de evolución demográfica de Caniles entre 1842 y 2021                                                       |
| |
| Población de derecho según los censos de población del INE Población de hecho según los censos de población del INE |

### Distribución de la población
La población del municipio se encuentra distribuida de la siguiente forma (2016):
| Unidad poblacional | Hab. |
| ------------------ | ---- |
| Balax              | 54   |
| Caniles            | 3774 |
| El Francés         | 28   |
| La Jauca           | 19   |
| La Vega            | 107  |
| Las Molineras      | 44   |
| Los Gallardos      | 123  |
| Los Olmos          | 5    |
| Los Pinos          | 53   |
| Cantarranas        | 37   |
| Maclite            | 35   |
| Rejano             |      |

- Fuente: INE.

## Economía
La actividad principal es la agricultura de secano, entre los principales cultivos se encuentra el almendro y cerezo; en regadío se cultivan plantaciones de habichuelas y tomates. Otra actividad económica es la ganadería donde se puede destacar especialmente la caprina, ovina y porcina; también existen algunas explotaciones de tipo vacuno.
La actividad industrial se encuentra representada por la fabricación de jabones, carpintería, almazaras, secaderos de jamones y la industria azucarera.

### Evolución de la deuda viva municipal
| Gráfica de evolución de deuda viva del Ayuntamiento de Caniles entre 2008 y 2019                                |
| |
| Deuda viva del Ayuntamiento de Caniles en miles de euros según datos del Ministerio de Hacienda y Ad. Públicas. |

## Administración y política
Los resultados en Caniles de las últimas elecciones municipales, celebradas en mayo de 2023, son:
| Elecciones Municipales - Caniles (2023) | Elecciones Municipales - Caniles (2023)       | Elecciones Municipales - Caniles (2023) | Elecciones Municipales - Caniles (2023) | Elecciones Municipales - Caniles (2023) |
| Partido político                        | Partido político                              | Votos                                   | Votos                                   | Concejales                              |
| --------------------------------------- | --------------------------------------------- | --------------------------------------- | --------------------------------------- | --------------------------------------- |
|                                         | Independientes del Altiplano de Granada (IAG) | 1032                                    | 41,86 %                                 | 5                                       |
|                                         | Partido Popular (PP)                          | 835                                     | 33,87 %                                 | 4                                       |
|                                         | Partido Socialista Obrero Español (PSOE)      | 581                                     | 23,56 %                                 | 2                                       |

## Cultura

### Fiestas

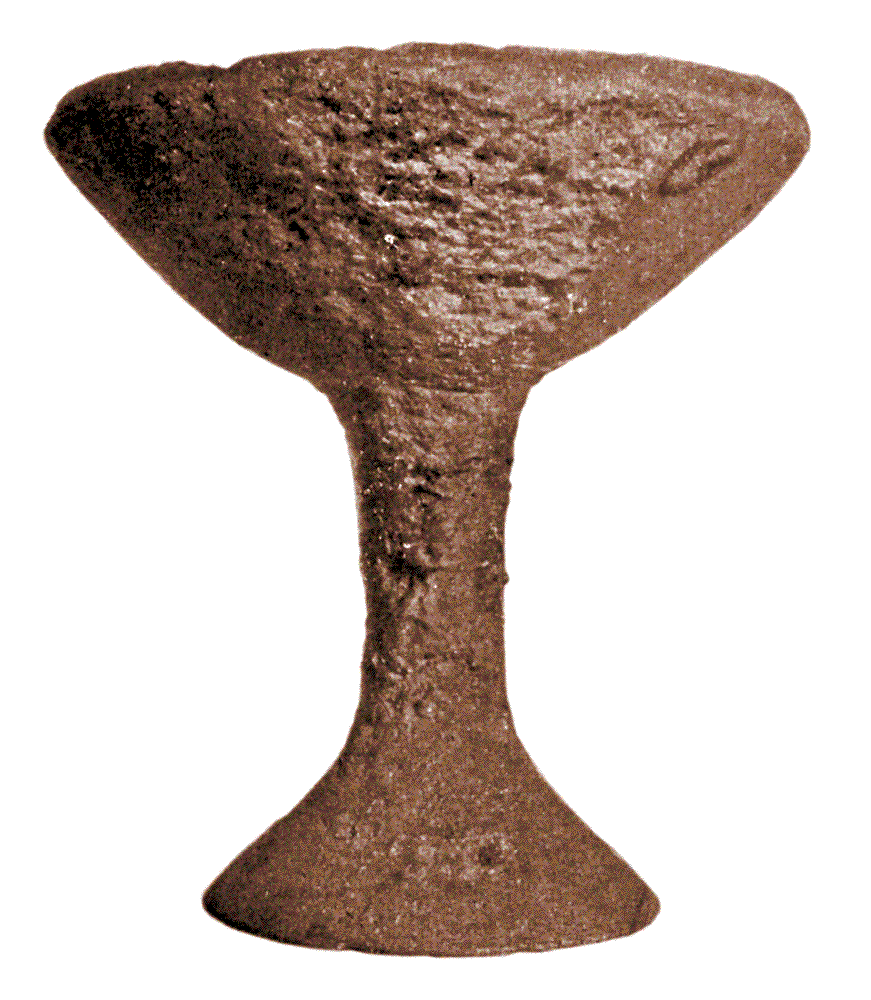
Copa argárica de Caniles.

- San Antonio: 13 de junio. Y el 20 de enero san Sebastián los patrones del pueblo
- Día de la vieja: miércoles a mitad de Cuaresma. Es tradición que los habitantes salgan a campo abierto a comer comida cocinada al aire libre el miércoles que parte la Cuaresma
- Feria y fiestas de Caniles: primera semana de agosto. (fiestas en honor a los canileros ausentes). Antiguamente las fiestas se celebraban a finales de septiembre coincidiendo con la festividad de San Miguel, pero debido a la gran emigración que sufrió el pueblo y a que para esas fechas la climatología suele ser poco benigna, se decidió cambiarlas al mes de agosto.
- El Robo del santo, día de San Sebastián: 20 de enero. El robo del santo. Al parecer tiene su origen en una epidemia que asoló el pueblo pero no afectó a los vecinos de la calle San Sebastián, en la que se encuentra actualmente la ermita del mismo nombre. Popularmente se atribuyó el hecho milagroso a la intervención del santo y muchas familias se refugiaron en dicha ermita e incluso robaron la imagen para protegerse. De modo que en el día de San Sebastián, los vecinos del pueblo se disputan el santo a las 5 de la tarde en la puerta de la iglesia en una pelea de ``caballeros´´ y llena de emoción que sin reglas escritas jamás es sucia, al final de dicha pelea la emoción y los sentimientos se desatan entre nuevos y viejos Hermanos acompañados por todo un pueblo entregado a esos minutos mágicos y especiales. Los nuevos Hermanos, o sea los que consiguen levantar la cruz en medio de la pelea a grito de ¡viva San Sebastián! deberán pagar las fiestas del próximo año, con ayuda del Ayuntamiento. Esto incentiva la unión de los nuevos Hermanos que pasarán un año entero de reuniones y fiestas cosa que dejará un recuerdo imborrable en sus vidas.

Si el visitante se acerca, descubrirá mil historias y anécdotas diferentes de los canileros sobre este día y sobre las ayudas del santo en la vida de cada uno.
Es posible que esta fiesta llegue a ser de Interés Turístico Nacional.

### Tradiciones populares
- La noche de los "armaos", en plena Semana Santa.
- El día del verde, en plena Semana Santa. Los mozos del pueblo iban a los campos la noche del Sábado de Gloria y el Domingo de Resurrección por la mañana solían agasajar a sus pretendidas.
- El día de la vieja, que se celebra partida la Cuaresma y en el cual se aprovecha para pasar el día en el campo ya sea entre amigos o en familia.
- La madrugadora "Verónica", en Viernes Santo. Una joven del municipio, que aún no haya recibido la primera comunión, se prepara durante varios meses para el Viernes Santo cantar a la Virgen de los Dolores y al Señor Nazareno una coplilla popular. Este hecho se produce a las 10 de la mañana al inicio de la salida procesional al que acude con un vestido tradicional negro y velo blanco portando una imagen del Señor.
- Robo del santo, en 20 de enero a las 5 de la tarde.

### Lugares de Interés
- Centro de Interpretación Micológica. Caniles es puerta de entrada a la Sierra de Baza. En este centro de interpretación se da a conocer de una forma amena la importancia del reino Fungi y de la Micología como ciencia, tanto por el valor ecológico y gastronómico, en el caso de las setas y trufas, como por las múltiples aplicaciones de los hongos en campos muy diversos.
- Ermita de San Sebastián. Construida en el siglo XVIII se haya emplazada sobre lo que fue el antiguo cementerio árabe.De estilo mudéjar con una sola nave, sirvió de lugar de reunión a las corporaciones del siglo XIX.
- Paseo Federico García Lorca.
- Mirador de San Marcos. Situado en el pequeño puntal que domina el río Gállego y las tierras de la vega. Con muros de mampostería en su perímetro y de aspecto masivo, se acentúa la condición de balcón natural hacia bello paisaje de esta parte del municipio.
- Fabriquilla del Oro. Fue utilizada por los árabes para lavar y decantar el oro que extraían de una mina con agua que traían a través de minas desde Rejano.Entre 1855 y 1866 se produjo en Caniles un periodo de gran actividad, desatándose una auténtica quimera de “El Dorado”. En ese momento se constituyeron diversas sociedades mineras que aglutinaron gran cantidad de denuncios auríferos, de los cuales se han conservado los expedientes mineros de 477 de ellos para el caso de Caniles.
- La Azucarera. La fábrica azucarera "Nuestra Señora de las Mercedes" de Caniles abrió sus puertas en 1901, tras la expansión de la industria azucarera en España tras el desastre colonial de 1898 y como consecuencia del fomento de la industria nacional. Permaneció en producción hasta 1972-1973, momento en el cual echó el cierre tras una reconversión industrial fallida.
- Iglesia de Santa María y San Pedro. Iglesia parroquial, dedicada a Santa María y San Pedro, de los siglos XVI y XVII, construida sobre antigua mezquita, cuenta con un rico artesonado mudéjar en su capilla mayor.
- Plaza de los Caños. Plaza situada en la Calle Rambla, por la que se accede al pueblo, de la que emanan seis caños de agua que se recoge en un gran pilar.La Fuente transporta el agua desde su nacimiento a Caniles desde el año 1910 siendo aquí donde durante muchos años sus habitantes llenaban los cántaros para abastecer sus casas y en el pilar saciaban la sed las bestias.
- Casa de los Mancebo. Es un ejemplo de casa solariega del siglo XVIII y destaca por la riqueza de elementos decorativos de su interior. Dio lugar al nacimiento de la actual calle Nueva.
- Pósito. Se trata de una obra característica de arquitectura cicil. Destaca en la fachada el escudo real de Felipe IV. Su construcción data del siglo XVIII, siendo utilizado como escuela, teatro, almacén y sede del Servicio Nacional del Trigo.

## Hermanamiento
- Ripollet, España